# Danijel Subašić
Pour les articles homonymes, voir Subašić.
Danijel Subašić, né le 27 octobre 1984 à Zadar en Yougoslavie (aujourd'hui en Croatie), est un ancien footballeur international croate qui évoluait au poste de gardien de but.

## Carrière

### Carrière en club

#### NK Zadar
Subašić commence sa carrière professionnelle au NK Zadar, dans sa ville natale, durant la saison 2003-2004. Après la relégation du club à la fin de la saison 2005-2006, il devient titulaire en seconde division croate après avoir joué treize matchs de première division.
Le 29 mars 2008, au cours d'un match de Première division croate opposant son club au HNK Cibalia, il est témoin de l'accident de son coéquipier Čustić qui se heurte à un mur en béton séparant le terrain des tribunes, en essayant de remporter un duel aérien. Ce choc lui occasionne de graves blessures à la tête et Čustić succombe à ses blessures le 3 avril. Depuis ce jour, Danijel Subasic arbore à chaque match un T-shirt floqué de son numéro 24 et de sa photo sous son maillot. T-shirt qu'il exhibe à chaque fin de match en hommage à son ami décédé.

#### Hajduk Split
À l'été 2008, il est prêté à l'Hajduk Split et devient immédiatement titulaire, apparaissant à 18 reprises lors de la première partie de la saison 2008-2009. Durant la trêve hivernale, son club décide de convertir le prêt en transfert définitif. Subašić conserve sa place de titulaire pendant la deuxième partie de saison, jouant 13 matchs de championnat pour le club. Plus tôt dans la saison, il fait également trois apparitions en Coupe UEFA.
Lors de sa seconde saison avec Hajduk, en 2009-2010, il dispute 28 matchs de championnat, ainsi que deux matchs lors des qualifications pour la phase finale de la Ligue Europa. Il contribue également à la victoire de son équipe en Coupe de Croatie.
Durant la saison 2010-2011, il joue 20 matchs de championnat. Il se blesse au genou au mois de novembre, ce qui l'écarte des terrains jusqu'au début de l'année 2011. Il retrouve néanmoins sa place de titulaire dès son rétablissement. Il participe à toute la campagne de son club en Ligue Europa, éliminé lors de la phase de poule.
Après avoir commencé la saison 2011-2012 comme titulaire disputant seize matchs de championnat, il est écarté du groupe professionnel par son entraîneur, Krasimir Balakov, n'étant pas arrivé à trouver un accord pour une prolongation de contrat.

#### AS Monaco

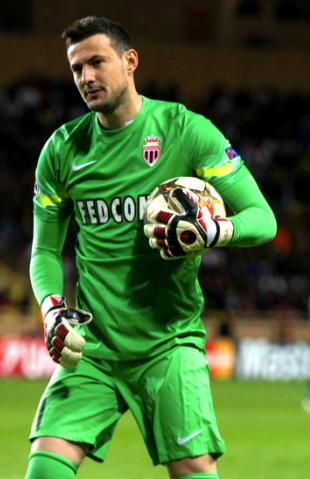
Le gardien croate avec l'AS Monaco en Ligue des champions.

Le 27 janvier 2012, après avoir passé trois ans et demi à l'Hajduk Split, il annonce son transfert à l'AS Monaco où il signe un contrat qui le lie au club jusqu'en 2016.
Le 18 mai 2012, chose rare pour un gardien, il marque sur coup franc, le second but des Monégasques face à l'US Boulogne, lors de la dernière journée de Ligue 2. Ce but permet à son équipe de s'imposer deux buts à un. La saison suivante, il est titulaire indiscutable avec l'AS Monaco et permet à son équipe de remonter en Ligue 1 en étant champion de Ligue 2.
Dès la saison de son retour en Ligue 1, l'ASM est vice-championne de France et se qualifie pour la Ligue des champions.
Le club de la principauté retrouve donc la Ligue des champions lors de la saison 2014-2015, compétition à laquelle il participe pour la première fois. Le club termine en tête de son groupe lors de la phase de poule et affronte Arsenal en huitième de finale. Après une brillante victoire en Angleterre (3-1), les Monégasques s'inclinent à domicile (2-0) mais se qualifient grâce à la règle du but à l'extérieur. Ils sont ensuite éliminés par la Juventus en quart de finale (0-1, 0-0). Cette même saison, en Ligue 1, Subašić garde sa cage inviolée pendant huit matchs consécutifs, la série s'arrêtant le 8 février 2015 et un but concédé face à Guingamp.
Lors de la saison 2016-2017, il joue son 200e match sous les couleurs monégasques lors d'une victoire en Ligue des champions contre Tottenham, synonyme de qualification en huitième de finale. Il est également sacré champion de France.
Le club monégasque termine la saison 2017-2018 à la deuxième place. C'est la cinquième fois d'affilée que le club termine sur le podium de la Ligue 1. Il passe un premier tiers de la saison 2018-2019 sans avoir disputé de match officiel, à la suite d'une récupération compliquée après une blessure contractée lors de la demi-finale de Coupe du monde, contre l'Angleterre. En difficulté en championnat le club change deux fois d'entraîneurs (Leonardo Jardim, Thierry Henry, puis retour de Jardim) et frôle la relégation.
La saison 2019-2020 s'annonce encore délicate pour le gardien avec l'arrivée de Benjamin Lecomte comme titulaire dans les buts. Il joue son premier match en décembre en Coupe de Ligue (défaite 0-3 contre Lille), avant de recevoir un carton rouge quatre jours plus tard contre ces mêmes Lillois, alors qu'il est sur le banc. À l'intersaison, l'entraîneur portugais est remplacé par Robert Moreno, qui garde sa confiance envers Lecomte.
Le 8 juin 2020, en fin de contrat, il quitte l'AS Monaco.

#### Fin de carrière au Hajduk Split
De retour au Hajduk Split, Subašić y joue son dernier match en professionnel le 28 mai 2023.

### En sélection nationale
Subašić fait ses débuts internationaux avec l'équipe croate espoirs lors d'un match amical contre le Danemark le 1er mars 2006. Cette année-là, il dispute au total six rencontres avec la sélection espoirs, avec notamment deux apparitions lors des éliminatoires de l'Euro espoirs 2007.
En 2009, il est convoqué en sélection A et fait ses débuts lors d'une victoire contre le Liechtenstein (5-0) en match amical le 14 novembre 2009. En mai 2010, il obtient deux autres capes lors de matchs amicaux contre l'Autriche et en Estonie, gardant sa cage inviolée lors des deux rencontres.
En 2014, il devient le numéro 1 de la sélection croate, à la suite du départ à la retraite de Stipe Pletikosa. Il réalise de bonnes performances, en gardant ses cages inviolées lors de ses quatre premiers matchs.
Lors de la Coupe du monde 2018, il marque les esprits lors de la séance de tirs au but opposant son équipe au Danemark lors du huitième de finale à Nijni Novgorod. Il arrête, à cette occasion, trois des cinq tirs danois et qualifie son équipe en quarts de finale face à la Russie. C'est la deuxième fois qu'un gardien réussit à stopper trois tirs aux but lors d'un match de Coupe du monde (après le Portugais Ricardo Pereira en 2006) ; son compatriote Dominik Livaković fera de même en 2022. Il réitère une très belle performance face aux Russes, arrêtant de nouveau un penalty lors de la séance de tirs au but face au pays organisateur. Il devient le troisième gardien de l'histoire à arrêter au moins quatre penalties au cours d'une Coupe du monde, après Sergio Goycochea et Harald Schumacher. Il se qualifie pour la finale de la Coupe du monde après une victoire difficile face aux Anglais, obtenue après prolongation. En finale, face à la France, il encaisse quatre buts et ne peut empêcher la défaite de la sélection croate (4-2), diminué par une blessure contractée face à l'Angleterre en demi-finale. Dans la foulée de la compétition, il annonce sa retraite internationale après avoir porté le maillot de son pays à 44 reprises.

## Statistiques

### En club
| Saison                | Club                  | Championnat           | Championnat | Championnat | Coupe nationale | Coupe nationale | Coupe de la Ligue | Coupe de la Ligue | Supercoupe | Supercoupe | Compétition(s) continentale(s) | Compétition(s) continentale(s) | Compétition(s) continentale(s) | Total | Total |
| Saison                | Club                  | Division              | M.          | B.          | M.              | B.              | M.                | B.                | M.         | B.         | Comp.                          | M.                             | B.                             | M.    | B.    |
| 2003-2004             | NK Zadar              | Prva HNL              | 1           | 0           | -               | -               | -                 | -                 | -          | -          | -                              | -                              | -                              | 1     | 0     |
| 2004-2005             | NK Zadar              | Prva HNL              | 12          | 47          | -               | -               | -                 | -                 | -          | -          | -                              | -                              | -                              | 12    | 47    |
| 2005-2006             | NK Zadar              | Druga HNL             | 27          | 0           | 1               | 0               | -                 | -                 | -          | -          | -                              | -                              | -                              | 28    | 0     |
| 2006-2007             | NK Zadar              | Druga HNL             | 13          | 0           | -               | -               | -                 | -                 | -          | -          | -                              | -                              | -                              | 13    | 0     |
| 2007-2008             | NK Zadar              | Prva HNL              | 28          | 0           | -               | -               | -                 | -                 | -          | -          | -                              | -                              | -                              | 28    | 0     |
| 2008-2009             | Hajduk Split          | Prva HNL              | 31          | 0           | 8               | 0               | -                 | -                 | -          | -          | C3                             | 3                              | 0                              | 42    | 0     |
| 2009-2010             | Hajduk Split          | Prva HNL              | 28          | 0           | 6               | 0               | -                 | -                 | -          | -          | C3                             | 2                              | 0                              | 36    | 0     |
| 2010-2011             | Hajduk Split          | Prva HNL              | 20          | 0           | -               | -               | -                 | -                 | 1          | 0          | C3                             | 7                              | 0                              | 28    | 0     |
| 2011-2012             | Hajduk Split          | Prva HNL              | 16          | 0           | 2               | 0               | -                 | -                 | -          | -          | C3                             | 2                              | 0                              | 20    | 0     |
| Sous-total            | Sous-total            | Sous-total            | 95          | 0           | 16              | 0               | -                 | -                 | 1          | 0          | -                              | 14                             | 0                              | 126   | 0     |
| 2011-2012             | AS Monaco             | Ligue 2               | 17          | 17          | -               | -               | -                 | -                 | -          | -          | -                              | -                              | -                              | 17    | 17    |
| 2012-2013             | AS Monaco             | Ligue 2               | 35          | 0           | -               | -               | -                 | -                 | -          | -          | -                              | -                              | -                              | 35    | 0     |
| 2013-2014             | AS Monaco             | Ligue 1               | 35          | 0           | -               | -               | -                 | -                 | -          | -          | -                              | -                              | -                              | 35    | 0     |
| 2014-2015             | AS Monaco             | Ligue 1               | 37          | 0           | -               | -               | -                 | -                 | -          | -          | C1                             | 10                             | 0                              | 47    | 0     |
| 2015-2016             | AS Monaco             | Ligue 1               | 36          | 0           | -               | -               | -                 | -                 | -          | -          | C1+C3                          | 4+6                            | 0                              | 46    | 0     |
| 2016-2017             | AS Monaco             | Ligue 1               | 36          | 0           | -               | -               | 4                 | 0                 | -          | -          | C1                             | 14                             | 0                              | 54    | 0     |
| 2017-2018             | AS Monaco             | Ligue 1               | 34          | 0           | -               | -               | 2                 | 0                 | 1          | 0          | C1                             | 3                              | 0                              | 40    | 0     |
| 2018-2019             | AS Monaco             | Ligue 1               | 14          | 0           | 1               | 0               | 1                 | 0                 | -          | -          | C1                             | 1                              | 0                              | 17    | 0     |
| 2019-2020             | AS Monaco             | Ligue 1               | -           | -           | -               | -               | 1                 | 0                 | -          | -          | -                              | -                              | -                              | 1     | 0     |
| Sous-total            | Sous-total            | Sous-total            | 244         | 1           | 1               | 0               | 8                 | 0                 | 1          | 0          | -                              | 38                             | 0                              | 292   | 1     |
| Total sur la carrière | Total sur la carrière | Total sur la carrière | 420         | 1           | 18              | 0               | 8                 | 0                 | 2          | 0          | -                              | 52                             | 0                              | 500   | 1     |

### En sélection nationale
| Sélection | Année | Éliminatoires Euro | Éliminatoires Euro | Euro   | Euro | Éliminatoires CDM | Éliminatoires CDM | Coupe du monde | Coupe du monde | Matchs amicaux | Matchs amicaux | Total  | Total |
| Sélection | Année | Matchs             | Buts               | Matchs | Buts | Matchs            | Buts              | Matchs         | Buts           | Matchs         | Buts           | Matchs | Buts  |
| --------- | ----- | ------------------ | ------------------ | ------ | ---- | ----------------- | ----------------- | -------------- | -------------- | -------------- | -------------- | ------ | ----- |
| Croatie   | 2009  | -                  | -                  | -      | -    | -                 | -                 | -              | -              | 1              | 0              | 1      | 0     |
| Croatie   | 2010  | -                  | -                  | -      | -    | -                 | -                 | -              | -              | 2              | 0              | 2      | 0     |
| Croatie   | 2011  | -                  | -                  | -      | -    | -                 | -                 | -              | -              | -              | -              | 0      | 0     |
| Croatie   | 2012  | -                  | -                  | -      | -    | -                 | -                 | -              | -              | 1              | 0              | 1      | 0     |
| Croatie   | 2013  | -                  | -                  | -      | -    | -                 | -                 | -              | -              | 1              | 0              | 1      | 0     |
| Croatie   | 2014  | 4                  | 0                  | -      | -    | -                 | -                 | -              | -              | 2              | 0              | 6      | 0     |
| Croatie   | 2015  | 6                  | 0                  | -      | -    | -                 | -                 | -              | -              | 1              | 0              | 7      | 0     |
| Croatie   | 2016  | -                  | -                  | 4      | 0    | 3                 | 0                 | -              | -              | 3              | 0              | 10     | 0     |
| Croatie   | 2017  | -                  | -                  | -      | -    | 7                 | 0                 | -              | -              | -              | -              | 7      | 0     |
| Croatie   | 2018  | -                  | -                  | -      | -    | -                 | -                 | 6              | 0              | 3              | 0              | 9      | 0     |
| Croatie   | Total | 10                 | 0                  | 4      | 0    | 10                | 0                 | 6              | 0              | 14             | 0              | 44     | 0     |

Dernière mise à jour le 15 juillet 2018

## Palmarès

### En club

#### Hajduk Split
- Vainqueur de la Coupe de Croatie en 2010, 2022
- Vice-champion de Croatie en 2009, 2010, 2011
- Finaliste de la Coupe de Croatie en 2009

#### AS Monaco
- Champion de France de Ligue 2 en 2013
- Vice-champion de France en 2014
- Finaliste de la Coupe de la Ligue 2017
- Champion de France en 2017
- Demi-finaliste de Ligue des Champions en 2017
- Finaliste de la Coupe de la Ligue 2018
- Vice-Champion de France en 2018

### En sélection

#### Équipe de Croatie
- Vice-champion du monde 2018

## Distinctions personnelles
- Meilleur gardien de Ligue 1 en 2017 aux Trophées UNFP
- Membre de l'équipe-type de Ligue 1 en 2017 aux Trophées UNFP.